# John Stevens (politico da Nova Zelândia)
John Stevens (1845 - 31 de julho de 1916) foi um membro do Partido Liberal do Parlamento na Nova Zelândia.

## Biografia
Stevens nasceu em Wellington em 1845. Stevens mudou-se para o norte e residiu primeiro nos distritos de Rangitikei e depois manawatu a partir de 1854. Stevens mudou-se para o norte e residiu primeiro nos distritos de Rangitikei e depois manawatu a partir de 1854. Ele ganhou a vida na agricultura até 1873, quando foi contratado por Henry Russell como assistente e intérprete durante uma Comissão de Alienação de Terras Nativas em Napier. Ele teve uma ocupação como intérprete maori e agente da terra, então começou uma agência de leilões e terras em 1875.

### Membro do Parlamento
Stevens representou o eleitorado de Rangitikei de 1881 a 1884, quando foi derrotado, e depois de 1893 a 1896.